# Ken Mallen
Kenneth »Ken« Mallen, kanadski hokejist, * 4. oktober 1884, Morrisburg, Ontario, Kanada, † 23. april 1930.
Mallen je odigral 155 tekem v različnih profesionalnih in amaterskih hokejskih ligah, med drugim NHA, ECAHA, PCHA in IPHL. Med moštvi, za katere je igral, so: Ottawa Hockey Club, Quebec Bulldogs, Vancouver Millionaires, Victoria Aristocrats in New Westminster Royals. Osvojil je dva Stanleyjeva pokala, leta 1910 z Ottawo in leta 1915 z Vancouvrom. 